# Landtagswahl in Liechtenstein 1953 (Februar)
Die Landtagswahl in Liechtenstein im Februar 1953 fand am 7. Februar 1953 statt und war die reguläre Wahl der Legislative des Fürstentums Liechtenstein. Hierbei wurden alle 15 Abgeordneten des Landtags des Fürstentums Liechtenstein in den beiden Wahlkreisen Ober- und Unterland vom Landesvolk gewählt. Die Wahlliste der unselbständig Erwerbenden und Kleinbauern war eine vom Liechtensteinischen ArbeitnehmerInnenverband aufgestellte Liste für die Wahl. Die Wahlliste scheiterte deutlich an der damaligen Sperrklausel von 18 % und errang damit kein Mandat. Die Wahlliste trat bei keiner weiteren Landtagswahl mehr an.
- FBP: 8
- VU: 7

## Wahlergebnis
| Partei                                                  | Stimmen  | Stimmen   | Stimmen   | Stimmen       | Sitze    | Sitze     | Sitze     |
| ------------------------------------------------------- | -------- | --------- | --------- | ------------- | -------- | --------- | --------- |
| Partei                                                  | Oberland | Unterland | insgesamt | Stimmenanteil | Oberland | Unterland | insgesamt |
| Fortschrittliche Bürgerpartei (FBP)                     | 849      | 609       | 1555      | 50,5 %        | 4        | 4         | 8         |
| Vaterländische Union (VU)                               | 867      | 362       | 1383      | 42,6 %        | 5        | 2         | 7         |
| Wahlliste der unselbständig Erwerbenden und Kleinbauern | 198      | 0         | 198       | 6,9 %         | 0        | 0         | 0         |